# لیگ دسته سوم شمال فوتبال انگلستان
دسته سوم شمال لیگ فوتبال انگلیس، یک دسته در نظام لیگ‌های فوتبال انگلستان از سال ۱۹۲۱ تا ۱۹۵۸ بود. این دسته به موازات دسته سوم جنوب اداره می‌شد و باشگاه‌ها یا به لیگ راه می‌یافتند یا از دسته بالاتر به این لیگ سقوط می‌کردند و بر اساس موقعیت جغرافیایی به یکی از این دو دسته اختصاص می‌یافتند. برخی از باشگاه‌ها در میدلندز انگلیس، بسته به ترکیب تیم‌ها در این دو لیگ، در هر فصل بین دسته سوم شمال و دسته سوم جنوب جابه‌جا می‌شدند.
دسته سوم جنوب در سال ۱۹۲۱ و از دسته سومی منشعب شد که خود در سال قبل شکل گرفته بود. دسته سوم جنوب متشکل از ۲۲ تیم بود که عمدتاً از لیگ جنوبی بودند. این امر به طور کلی لیگ فوتبال را بیش از حد به سمت جنوب متمایل کرده بود، بنابراین دسته سوم شمال در سال ۲۲–۱۹۲۱ برای ایجاد توازن میان جنوب و شمال ایجاد شد. در پایان فصل ۲۱–۱۹۲۰، استوک‌پورت کانتی در قعر جدول دسته دوم قرار گرفت و به این دسته تازه تأسیس سقوط کرد و به گریمزبی تاون پیوست که پس از سقوط از دسته دوم در سال ۲۰–۱۹۱۹، یک فصل را در دسته سوم گذرانده بود. از آنجایی که هیچ معادل شمالی برای لیگ جنوبی وجود نداشت، ۱۸ تیم باقی مانده از چندین لیگ منطقه‌ای آمده بودند: لیگ میدلند، لیگ مرکزی، لیگ شمال شرقی، لیگ ترکیبی لانکشر و لیگ بیرمنگام و حومه.
۲۰ تیم که در فصل آغازین این لیگ شرکت داشتند عبارت بودند از: استوک‌پورت کانتی، دارلینگتون، گریمزبی تاون، هارتل پول یونایتد، آکرینگتون استنلی، کرو آلکساندرا، استالی‌بریج سلتیک، والسال، ساوتپورت، اشینگتون، دورام سیتی، رکسام، چسترفیلد، لینکولن سیتی، بارو، نلسون، ویگان بورو، ترانمره راورز، هالیفاکس تاون و روچدیل. با اضافه شدن دو تیم دیگر در سال ۱۹۲۳، این دسته به ۲۲ تیم افزایش یافت و برای فصل ۵۱–۱۹۵۰ این دسته به ۲۴ باشگاه گسترش یافت و اسکانتورپ و لیندسی یونایتد و شروزبری تاون نیز به آن پیوستند.
برای هر فصل فقط یک جایگاه صعود از دسته سوم شمال به دسته دوم وجود داشت که کسب سهمیه صعود را بسیار دشوار می‌کرد. هشت تیم، آکرینگتون استنلی، بارو، کرو آلکساندرا، هالیفاکس تاون، هارتل‌پول یونایتد، روچدیل، ساوتپورت و رکسام، در طول ۳۰ سال حضورشان در این دسته، مهمان همیشگی بودند و صعود و سقوطی را تجربه نکردند. از بین تیم‌هایی که در دسته سوم شمال بازی می‌کردند، ولورهمپتون واندررز و دربی کانتی بعدها قهرمان فوتبال انگلیس شدند.
خاتمه این لیگ، فصل ۵۸–۱۹۵۷ بود و پس از آن بخش‌های شمالی و جنوبی با هم ادغام شدند و لیگ‌های دسته سوم و دسته چهارم را تشکیل دادند. ۱۲ باشگاه نیمه بالای جدول در فصل پایانی لیگ دسته سوم شمال، به جز اسکانتورپ یونایتد قهرمان، به لیگ دسته سوم جدید و ۱۲ باشگاه انتهای جدول به لیگ دسته چهارم راه یافتند.

## مسابقات بین لیگ دسته سوم شمال و جنوب
از سال ۱۹۳۴ تا شروع جنگ جهانی دوم، یک رقابت حذفی کوتاه‌مدت با عنوان جام دسته سوم شمال لیگ فوتبال وجود داشت.
از فصل ۵۵–۱۹۵۴ تا فصل ۵۸–۱۹۵۷، مجموعه‌ای از بازی‌ها بین نمایندگان دسته سوم شمال و دسته سوم جنوب برگزار می‌شد.

## فهرست قهرمانان
| فصل     | قهرمانان                              |
| ------- | ------------------------------------- |
| ۲۲–۱۹۲۱ | استوک‌پورت کانتی                       |
| ۲۳–۱۹۲۲ | نلسون                                 |
| ۲۴–۱۹۲۳ | ولورهمپتون واندررز                    |
| ۲۵–۱۹۲۴ | دارلینگتون                            |
| ۲۶–۱۹۲۵ | گریمزبی تاون                          |
| ۲۷–۱۹۲۶ | استوک سیتی                            |
| ۲۸–۱۹۲۷ | برافورد پارک آونیو                    |
| ۱۹۲۸–۲۹ | برادفورد سیتی                         |
| ۳۰–۱۹۲۹ | پورت ویل                              |
| ۳۱–۱۹۳۰ | چسترفیلد                              |
| ۳۲–۱۹۳۱ | لینکولن سیتی                          |
| ۳۳–۱۹۳۲ | هال سیتی                              |
| ۳۴–۱۹۳۳ | بارنزلی                               |
| ۳۵–۱۹۳۴ | دونکستر راورز                         |
| ۳۶–۱۹۳۵ | چسترفیلد                              |
| ۳۷–۱۹۳۶ | استوک‌پورت کانتی                       |
| ۳۸–۱۹۳۷ | ترانمره راورز                         |
| ۳۹–۱۹۳۸ | بارنزلی                               |
| ۴۰–۱۹۳۹ | تعطیلی موقت لیگ به دلیل جنگ جهانی دوم |
| ۴۶–۱۹۴۰ | تعطیلی موقت لیگ به دلیل جنگ جهانی دوم |
| ۴۷–۱۹۴۶ | دونکستر راورز                         |
| ۴۸–۱۹۴۷ | لینکولن سیتی                          |
| ۴۹–۱۹۴۸ | هال سیتی                              |
| ۵۰–۱۹۴۹ | دونکستر راورز                         |
| ۵۱–۱۹۵۰ | روترهام یونایتد                       |
| ۵۲–۱۹۵۱ | لینکولن سیتی                          |
| ۵۳–۱۹۵۲ | اولدهام اتلتیک                        |
| ۵۴–۱۹۵۳ | پورت ویل                              |
| ۵۵–۱۹۵۴ | بارنزلی                               |
| ۵۶–۱۹۵۵ | گریمزبی تاون                          |
| ۵۷–۱۹۵۶ | دربی کانتی                            |
| ۵۸–۱۹۵۷ | اسکانتورپ یونایتد                     |